# Licinio Refice
Licinio Refice (ur. 12 lutego 1883 w Patricy, zm. 11 września 1954 w Rio de Janeiro) – włoski kompozytor i dyrygent, ksiądz katolicki.

## Życiorys
Uczył się w gry na organach i kompozycji w Liceo di Santa Cecilia w Rzymie, gdzie jego nauczycielami byli Ernesto Boezi, Stanislao Falchi i Remigio Renzi. W 1910 roku uzyskał dyplom, w tym samym roku przyjął święcenia kapłańskie. Od 1910 do 1950 roku był wykładowcą w Scuola Pontificia Superiore di Musica Sacra. W latach 1911–1947 pełnił ponadto funkcję kapelmistrza w bazylice Matki Bożej Większej.
Jako dyrygent występował gościnnie w krajach europejskich, Ameryce Północnej i Południowej. Zmarł na scenie w trakcie prowadzenia przedstawienia swojej opery Cecilia.

## Ważniejsze kompozycje
(na podstawie materiałów źródłowych)

### Opery
- Cecilia (1922–1923, wyst. Rzym 1934)
- Margherita da Cortona (wyst. Mediolan 1938)

### Utwory orkiestrowe
- poemat symfoniczny Il trittico francescano (1925)

### Utwory wokalne
- oratorium La Cananea (1910)
- oratorium Maria Magdalena (1914)
- oratorium Martyrium S. Agnetis Virginis (1919)
- oratorium Trittico Francescano (1926)
- kantata La vedova di Naim (1912)
- Stabat Mater (1917)
- Te Deum (1918)
- Missa Jubilaei na 6 głosów (1925)